# NGC 3226
NGC 3226 ist eine elliptische Galaxie mit aktivem Galaxienkern vom Hubble-Typ E2 pec im Sternbild Löwe auf der Ekliptik. Sie ist schätzungsweise 55 Millionen Lichtjahre von der Milchstraße entfernt und hat einen Durchmesser von etwa 45.000 Lichtjahren. Gemeinsam mit NGC 3227 bildet sie das interagierende Galaxienpaar Arp 94 oder Holm 187. Darüber hinaus ist sie Mitglied der NGC 3227-Gruppe (LGG 194), die wiederum zu den Leo-II-Gruppen gehört.
Halton Arp gliederte seinen Katalog ungewöhnlicher Galaxien nach rein morphologischen Kriterien in Gruppen. Diese Galaxie gehört zu der Klasse Spiralgalaxien mit einem elliptischen Begleiter auf einem Arm (Arp-Katalog).
Im selben Himmelsareal befinden sich u. a. die Galaxien NGC 3213, NGC 3222 und IC 610.
Die Typ-I-Supernova SN 1976K wurde hier beobachtet.
Das Objekt wurde am 15. Februar 1784 von dem deutsch-britischen Astronomen Wilhelm Herschel entdeckt.